# Avalokitesvara
In het mahayana-boeddhisme is Avalokiteśvara of Avalokiteshvara een bodhisattva die de compassie van alle boeddha's belichaamt.
Avalokitesvara is waarschijnlijk de bodhisattva die onder boeddhisten het breedst wordt gerespecteerd. In het vajrayana-boeddhisme staat Avalokitesvara ook bekend als Padmapani, de Houder van Lotus.

## Oorsprong van de Avalokitesvara-traditie
De nauwkeurige oorsprong van de religieuze praktijken met betrekking tot Avalokitesvara is onduidelijk. Sommige Westerse geleerden hebben voorgesteld dat het concept Avalokitesvara, samen met veel andere bovennatuurlijke wezens in het boeddhisme, werd gebaseerd op een hindoeïstische godheid die door mahayana in het onderwijs van het boeddhisme werd geabsorbeerd. Het woord avalokita betekent "ziend" of "starend" en isvara betekent "heer" in het Sanskriet. Isvara is ook een bijnaam voor de hindoeïstische god Shiva, die ook een inspiratie voor Avalokitesvara in de kunst kan zijn geweest.
Volgens de mahayana-doctrine is Avalokitesvara een wezen dat alle gebeden van mensen in problemen aanhoort en zijn eigen boeddhaschap uitstelt tot hij elk mens op aarde Verlichting heeft helpen bereiken. Soetra's verbonden aan Avalokitesvara zijn onder andere de Lotussoetra, in het bijzonder het 25e hoofdstuk, dat soms als Avalokitesvara-sutra wordt aangeduid.

## Zuiver Land-boeddhisme
In het Zuiver Land-boeddhisme en Zen-boeddhisme behoort Avalokitesvara/Guanyin tot de drie heiligen uit het westelijke paradijs, samen met Mahasthamaprapta en Amitabha Boeddha. De drie heiligen worden vooral aanbeden om overleden geliefden van de hel te redden en ze toegang tot het westelijke paradijs te geven met hulp van de drie heiligen.

## Tibetaans boeddhisme

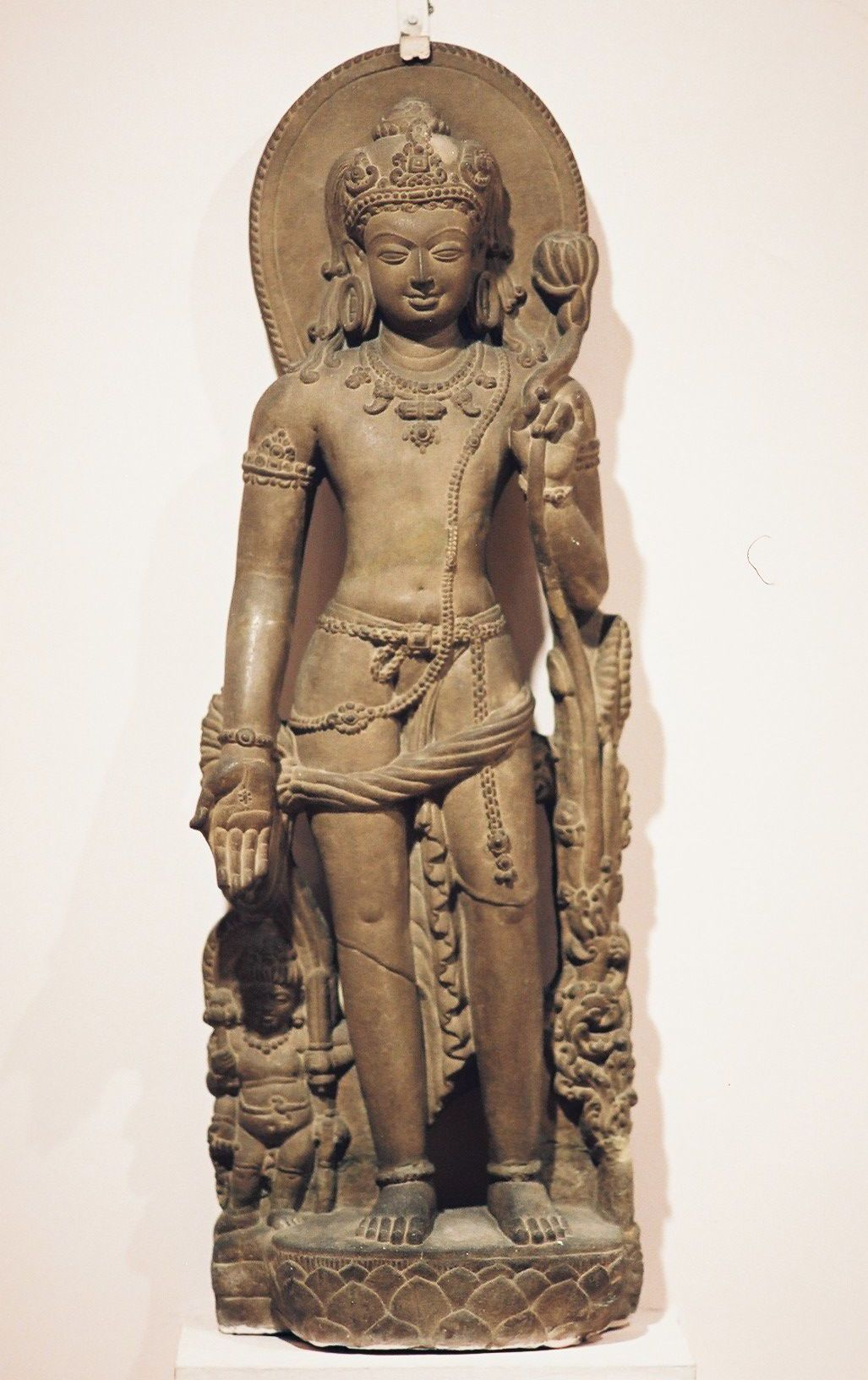
Beeld van Avalokiteśvara in Sri Lanka.

Uit manuscripten van Dunhuang wordt duidelijk dat Avalokiteśvara (Chenrezig in het Tibetaans) in Tibet al een belangrijke rol speelde bij het transformeren van preboeddhistische begrafenisriten naar boeddhistische rituelen. Een van deze teksten uit de negende eeuw bevat al de aan hem opgedragen mantra Om mani padme hum.
De echt grote devotie voor Avalokiteśvara begint in de periode van de tweede verspreiding van het boeddhisme in Tibet vanaf het begin van de elfde eeuw. Avalokiteśvara wordt dan opnieuw gepositioneerd in het pantheon met nieuwe teksten en vormen. Een zeer belangrijke rol daarbij speelde daarbij de tekst van de Mani kabum. In de klassieke Tibetaanse traditie is die tekst geschreven in de zevende eeuw door Songtsen Gampo en daarna als termadocument verborgen. Feitelijk en strikt historisch is de tekst van de Mani kabum geschreven in de twaalfde en dertiende eeuw met nog enkele belangrijke aanvullingen uit de veertiende eeuw.
In het Tibetaans boeddhisme was Karma Pakshi (1204-1283), de tweede in de lijn van de karmapas, de eerste die geacht werd een emanatie van Avalokiteśvara te zijn. Bekender is echter de positie van de dalai lama als emanatie van Avalokiteśvara. Voor veel gelovige Tibetanen is de overtuiging dat de dalai lama de emanatie is van Avalokitesvara even fundamenteel als voor een orthodox christen de opvatting dat Jezus de zoon van God is. Toch is deze emanatie-opvatting pas in de zeventiende eeuw door de vijfde dalai lama Ngawang Lobsang Gyatso (1617-1682) geformuleerd.
Hij positioneerde Avalokiteśvara niet alleen als de bodhisattva van het mededogen, maar vooral - en anders dan in het geval van de karmapa - met terugwerkende kracht ook als de beschermer van Tibet en de centrale figuur in de Tibetaanse geschiedenis. Deze notie verbond hij met een lijn waarin de drie grote Dharma-koningen van Tibet (Tri Songtsen Gampo, Tri Songdetsen en Tri Ralpachen), die verantwoordelijk worden gehouden voor de introductie van het boeddhisme in Tibet, eveneens incarnaties werden van Chenrezig, evenals de epische held Gesar uit het Epos van koning Gesar.
Op de plaats van een vroegere burcht uit de zevende eeuw liet de vijfde dalai lama een nieuw paleis bouwen dat hij het Potala noemde, naar het Potolaka, de naam voor het mythische paleis van Avalokiteśvara. Op die manier werd het instituut dalai lama de menselijke vorm van de bodhisattva/beschermer van Tibet en werd een verbinding gemaakt tussen de dalai lama's en het prehistorische verleden van Tibet.

## Chinees volksgeloof
In het Chinese volksgeloof wordt de vrouwelijke Guanyin geïdentificeerd met Avalokiteshvara als bodhisattva van het mededogen. Het heilige geschrift dat bij uitstek bij Guanyin hoort is de Dabeizhou.